# Иљана (Бузау)
Иљана (рум. Ileana) насеље је у Румунији у округу Бузау у општини Глодеану-Сарат. Oпштина се налази на надморској висини од 61 m.

## Становништво
Према подацима из 2002. године у насељу је живело 548 становника, од којих су сви румунске националности.